# Marlon Devonish

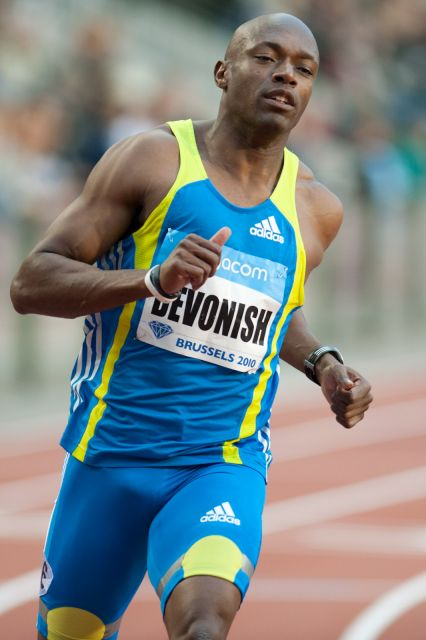
Marlon Devonish 2010 in Brüssel

Marlon Devonish (* 1. Juni 1976 in Coventry) ist ein britischer Sprinter und Staffel-Olympiasieger. Bei großen internationalen Meisterschaften hat er bislang sieben Medaillen für Großbritannien und drei Medaillen für England gewonnen.
Seinen ersten großen Erfolg erreichte Marlon Devonish 1995, als er Junioreneuropameister im 100-Meter-Lauf und im 200-Meter-Lauf wurde. Er gewann Gold bei den Commonwealth Games 1998 mit der englischen 4-mal-100-Meter-Staffel in der Besetzung Dwain Chambers, Marlon Devonish, Julian Golding und Darren Campbell. Bei den Weltmeisterschaften 1999 gewann er Silber mit der britischen Staffel in der Besetzung Jason Gardener, Campbell, Devonish und Chambers. Im Jahr darauf schied Devonish mit der britischen Staffel im Vorlauf bei den Olympischen Spielen aus.
Bei den Commonwealth Games 2002 gewann Devonish Silber über 200 Meter und erneut Gold mit der englischen Staffel, die in der Besetzung Gardener, Devonish, Allyn Condon und Campbell antrat. Vierzehn Tage später gewann er die Bronzemedaille über 200 Meter bei den Europameisterschaften 2002 in München. Die britische Staffel in der Besetzung Christian Malcolm, Campbell, Devonish und Chambers gewann das Staffelfinale. Diese Medaille wurde der Staffel aber im Nachhinein aberkannt, weil Dwain Chambers wegen Doping rückwirkend gesperrt wurde. Die Sperre für Chambers umfasste den Zeitraum 2002 und 2003, so dass der britischen Staffel auch die Silbermedaille bei den Weltmeisterschaften 2003 aberkannt wurde. Gelaufen war die Staffel in der gleichen Besetzung wie in München 2002.
Zu Beginn des Jahres 2003 hatte Devonish seinen größten Erfolg ohne Staffel errungen, als er bei den Hallenweltmeisterschaften in Birmingham den Titel im 200-Meter-Lauf gewonnen hatte. Seinen größten Erfolg mit der Staffel erreichte er bei den Olympischen Spielen 2004, als die britische Staffel in der Besetzung Gardener, Campbell, Devonish und Mark Lewis-Francis mit einer Hundertstelsekunde Vorsprung auf die USA Gold gewann.
2005 bei den Weltmeisterschaften in Helsinki gewann die britische Staffel Bronze mit Gardener, Devonish, Malcolm und Lewis-Francis. 2006 bei den Europameisterschaften in Göteborg wiederholte Devonish seinen dritten Platz von 2002 über 200 Meter. Die Staffel gewann Gold in der Besetzung Chambers, Campbell, Devonish und Lewis-Francis. Bei den Weltmeisterschaften 2007 in Osaka wurde er Sechster über 100 Meter und gewann Bronze mit der Staffel.
Marlon Devonish hat bei einer Größe von 1,80 m ein Wettkampfgewicht von 72 kg.

## Bestzeiten
- 100 Meter: 10,06 Sekunden, 10. Juli 2007, Lausanne
- 200 Meter: 20,19 Sekunden, 29. Juli 2002, Manchester